# Iglesia de San Agustín (Córdoba)
La iglesia de San Agustín es una iglesia de Córdoba (España). Situada en la plaza de San Agustín, se comienza a construir en 1328 existiendo datos de la construcción de la capilla mayor en 1335. El aspecto actual de la iglesia es del primer tercio del siglo XVII.
Los pilares empleados en la cabecera y en el crucero son codillados; los capiteles, poco trabajados, tiene adornos de hojas y de aves.

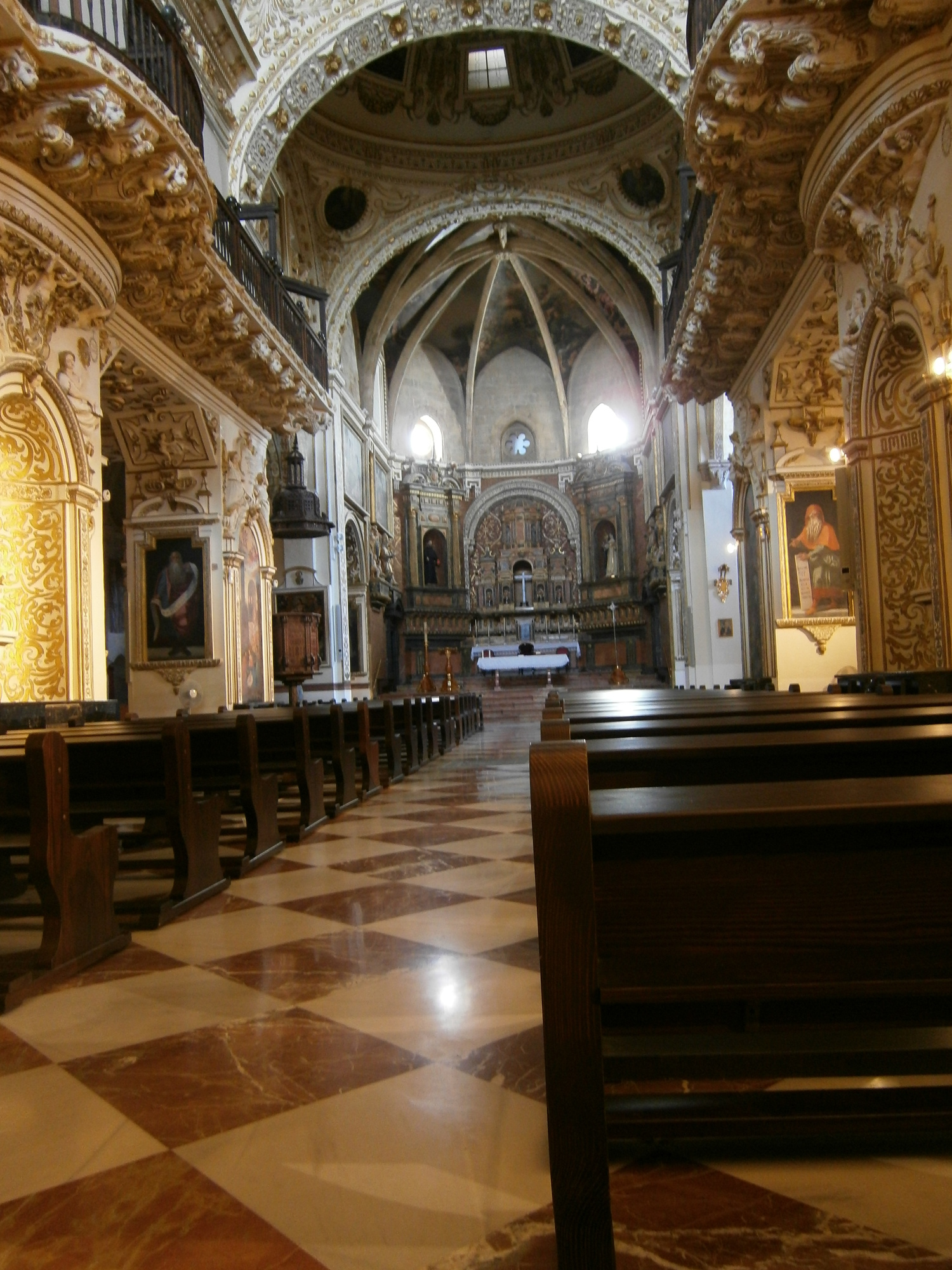
Interior

La torre con dos cuerpos de campanas, se construyó en el siglo XVI. La iglesia sufrió importantes deterioros durante el siglo XIX, durante la invasión francesa, siendo posteriormente restaurada en diversas ocasiones, pero nunca en profundidad hasta la situación actual en la que ha perdido gran parte de las pinturas murales, que están siendo restauradas, así como numerosas obras de arte que han tenido que ser reubicadas en otros templos de la ciudad.
Actualmente y desde hace siglos, alberga a Nuestra de las Angustias Coronada, cuya hermandad procesiona cada año en Jueves Santo.